# Disclisioprocta
Disclisioprocta là một chi bướm đêm thuộc họ Geometridae.

## Các loài
- Disclisioprocta albosignata
- Disclisioprocta constellata
- Disclisioprocta foedata
- Disclisioprocta fuscovariata
- Disclisioprocta impauperata
- Disclisioprocta natalata (Walker, 1862)
- Disclisioprocta polyacmaria
- Disclisioprocta purpurarium
- Disclisioprocta rubritincta
- Disclisioprocta sitellata
- Disclisioprocta stellata (Guenée, 1857)
- Disclisioprocta vorax